# Divy světa
Různé seznamy divů světa vznikají již od antických dob dodnes a obsahují nejvíce obdivované přírodní divy a lidské stavby.

## Sedm divů antického světa

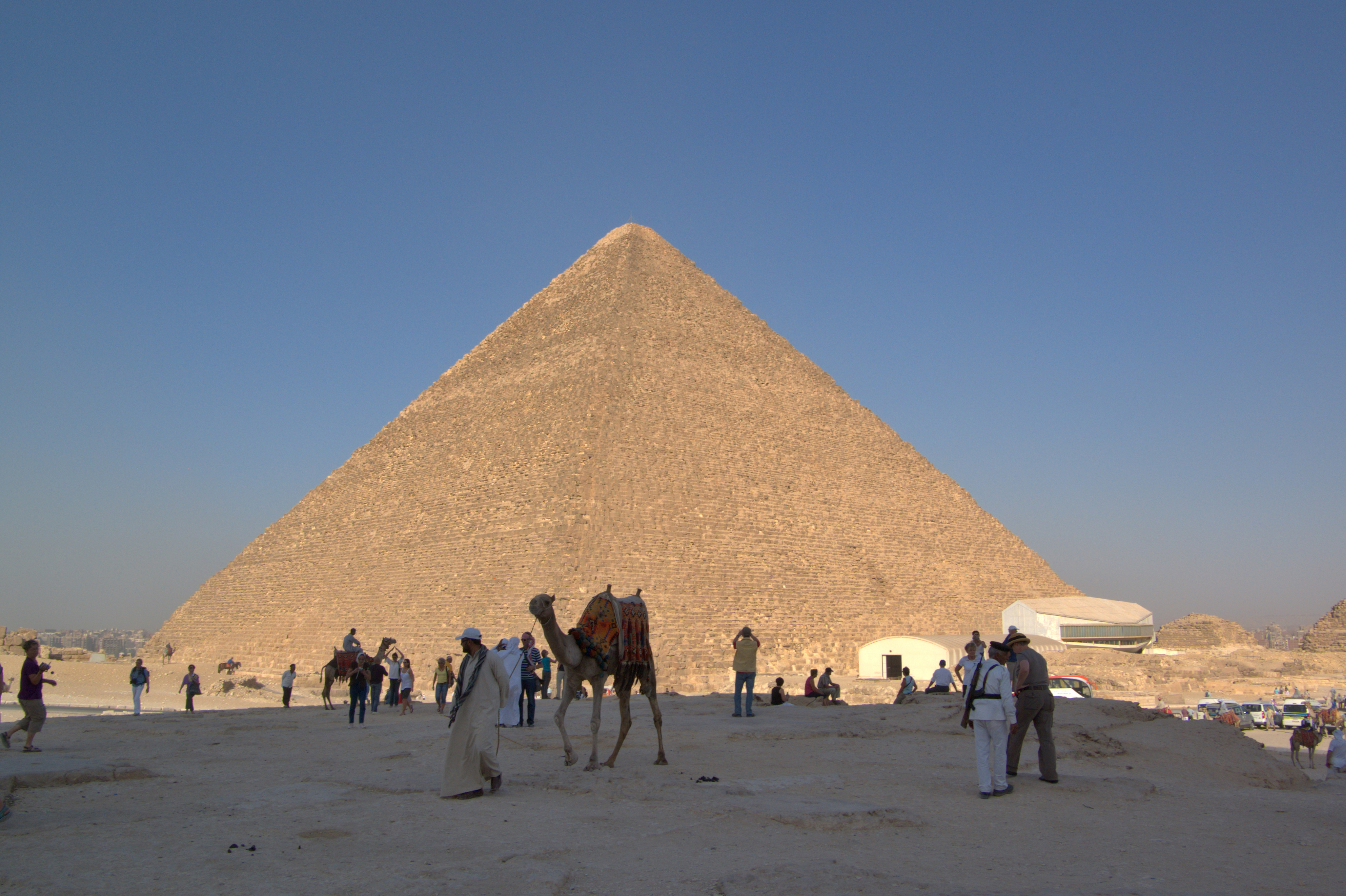
Velká pyramida v Gíze

Nejznámější je seznam sedmi divů antického světa, jehož původ se nachází již ve starověku. Současný seznam byl zkompilován během středověku, kdy některé z uváděných staveb již nestály. Do dnešních dnů se dochovala pouze Velká pyramida v Gíze. V seznamu jsou tyto stavby:
- Velká pyramida v Gíze
- Visuté zahrady Semiramidiny
- Diova socha v Olympii
- Artemidin chrám v Efesu
- Mauzoleum v Halikarnassu
- Rhódský kolos
- Maják na ostrově Faru

Dřívější seznamy obsahovaly místo majáku na ostrově Faru Ištařinu bránu.

## Středověk

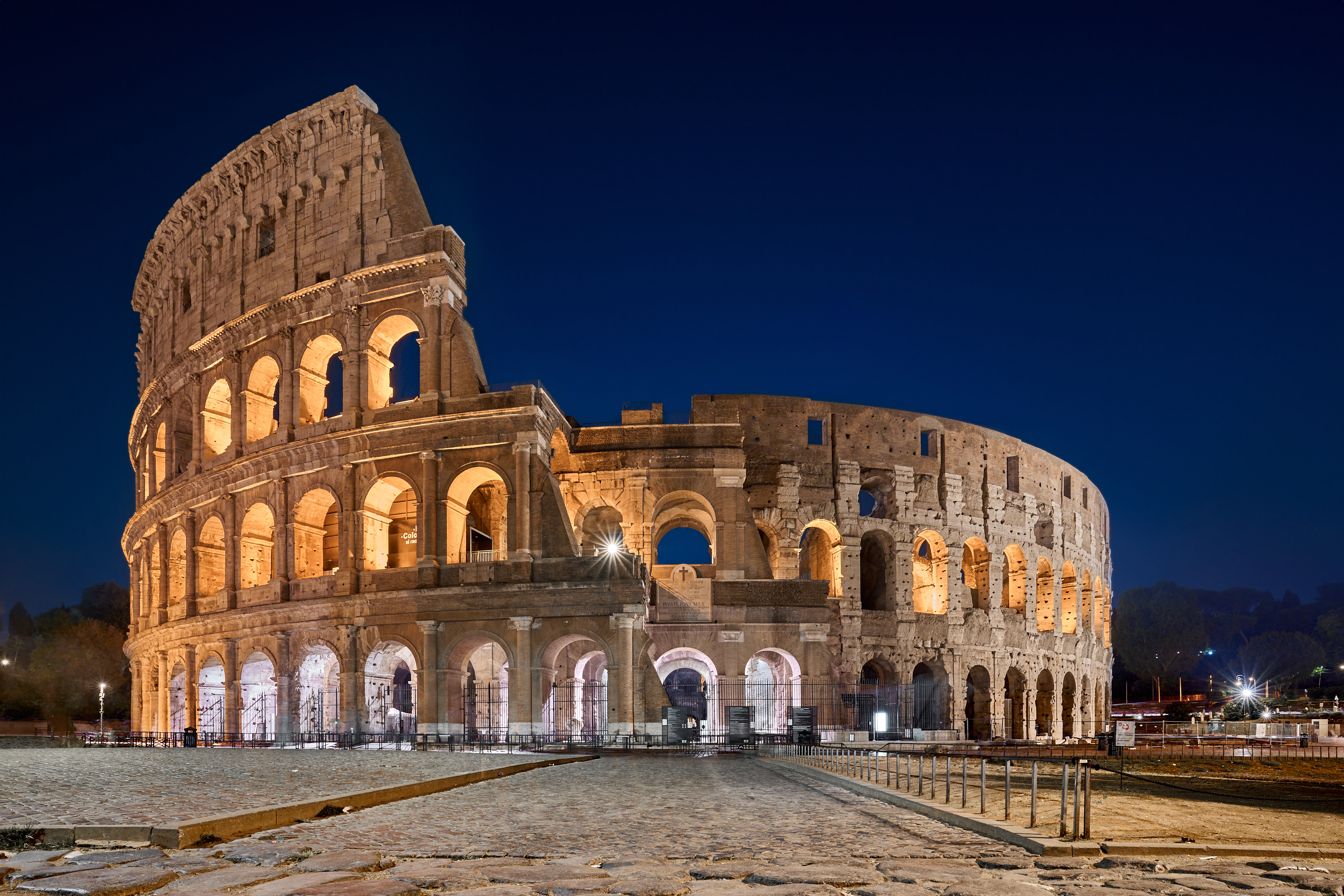
Koloseum

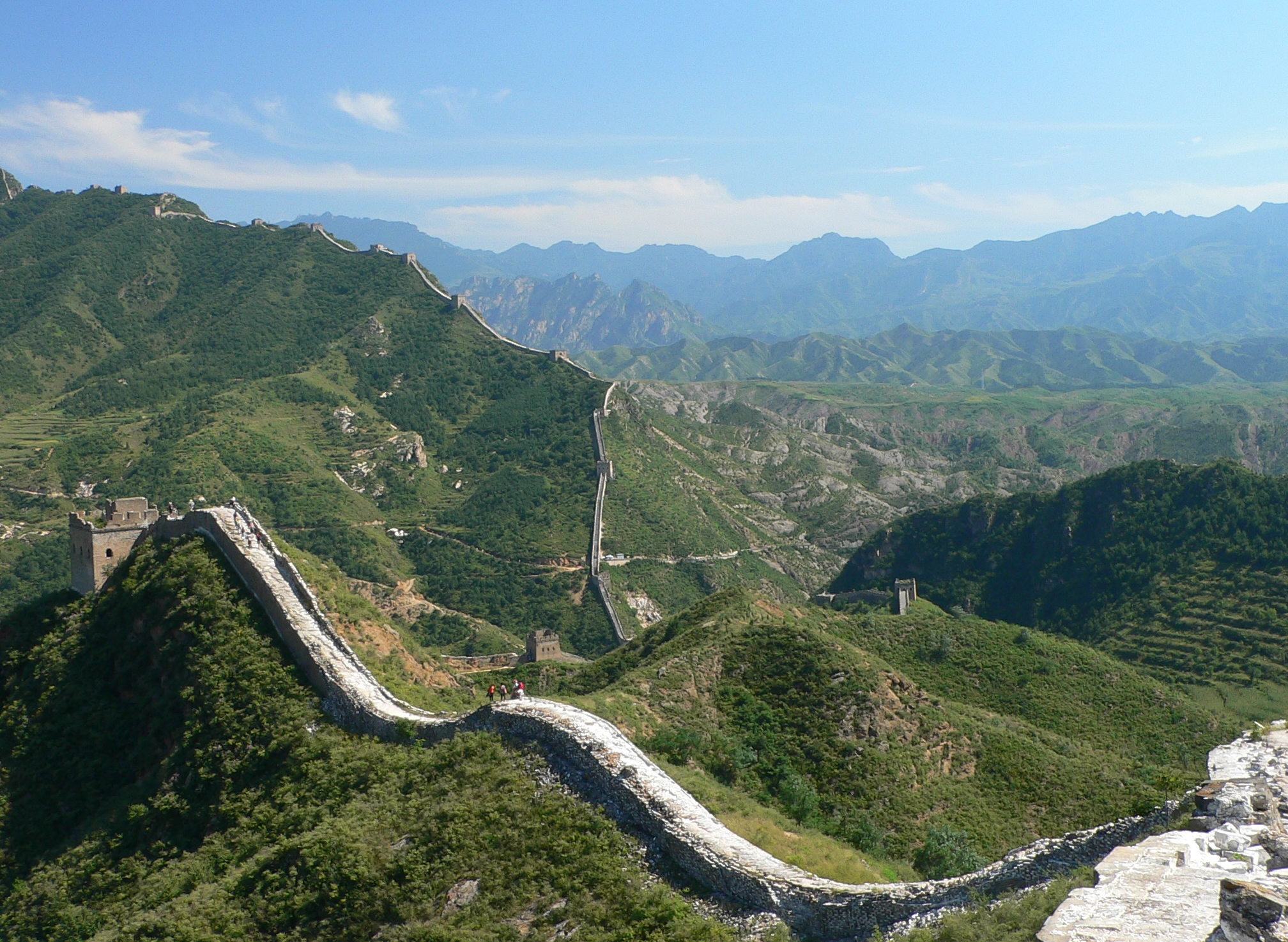
Velká čínská zeď

V průběhu 19. a na začátku 20. století vzniklo několik seznamů divů středověkého světa. Mnoho z uvedených staveb však vzniklo dávno před středověkem, což však bylo v té době známo. Typicky tyto seznamy uvádějí následující divy:
- Stonehenge
- Koloseum
- Katakomby v Kom el Shoqafa
- Velká čínská zeď
- Porcelánová pagoda
- Hagia Sofia
- Šikmá věž v Pise

Další zdroje uvádějí např. tyto stavby:
- Tádž Mahal[5]
- Citadela v Káhiře[6]
- Elyská katedrála[7]
- Klášter Cluny[8]

## Současné seznamy

### American Society of Civil Engineers

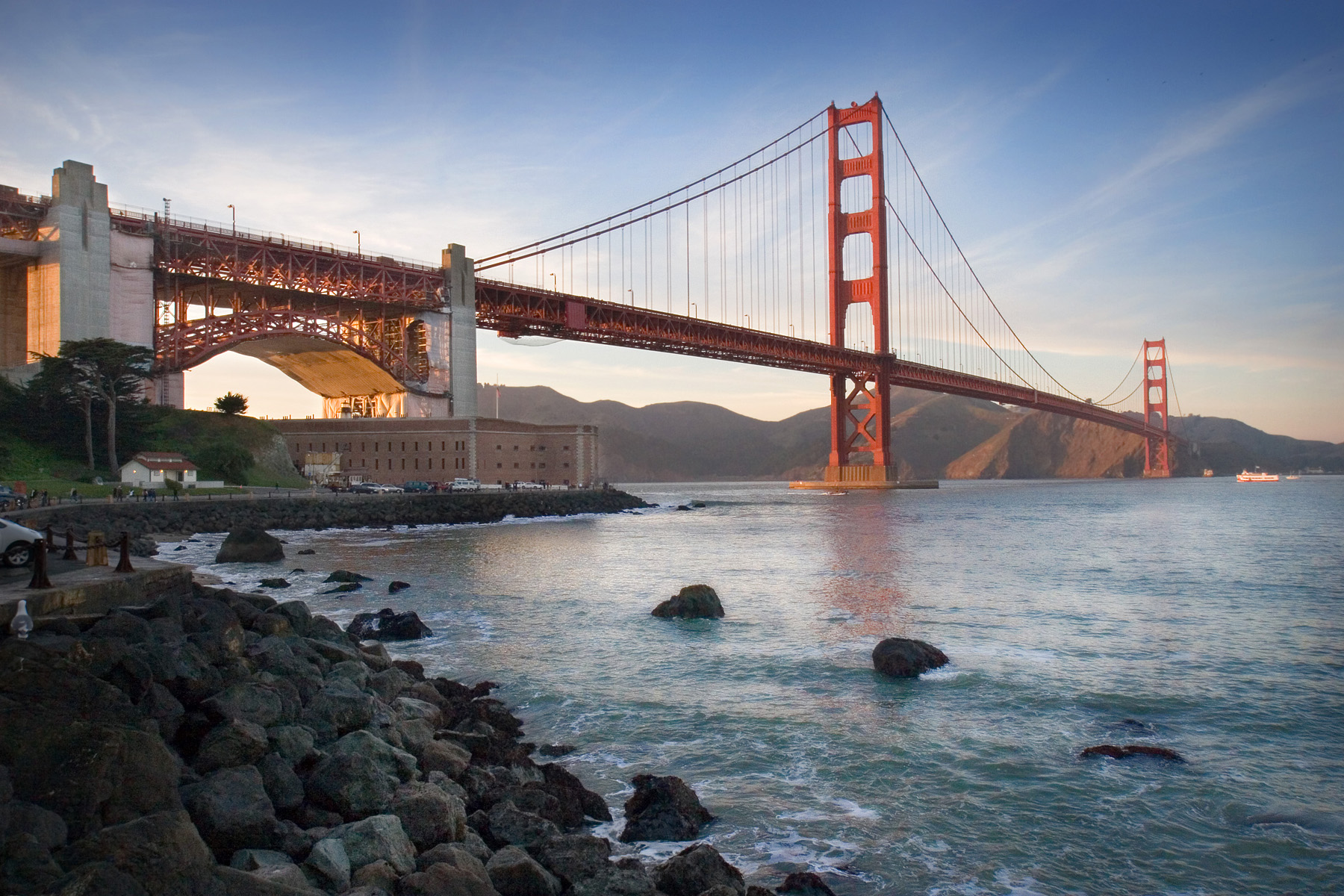
Golden Gate Bridge

American Society of Civil Engineers (Americká společnost stavebních inženýrů) vytvořila seznam divů moderního světa:
- Eurotunel
- CN Tower
- Empire State Building
- Golden Gate Bridge
- Itaipú
- Deltawerken / Zuiderzeewerken
- Panamský průplav

### Nových sedm divů světa

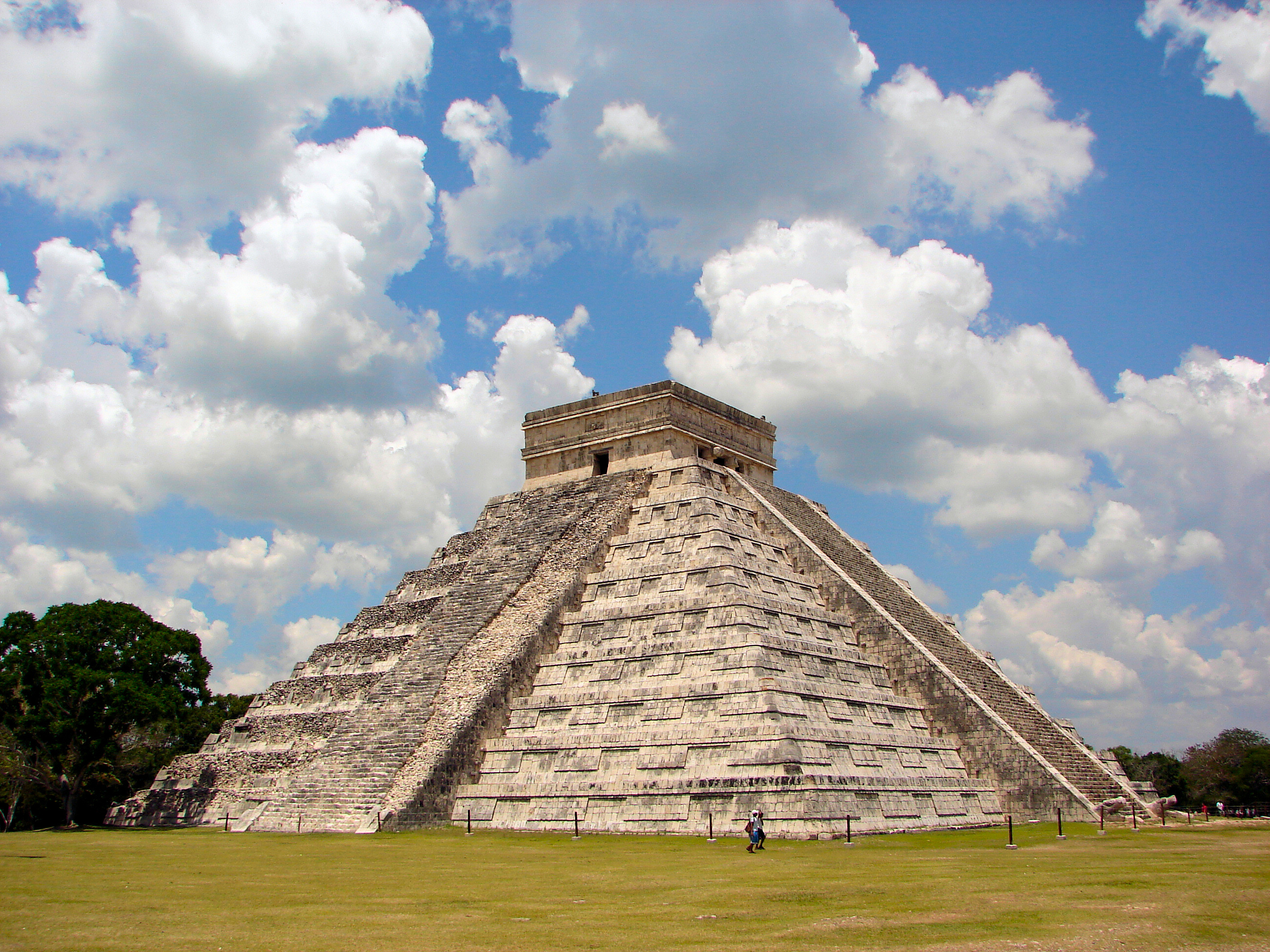
Chichén Itzá

V letech 2001–2007 probíhala anketa, jejímž výsledkem bylo vyhlášení nových sedmi divů světa (New7Wonders of the World):
- Velká čínská zeď
- Petra
- Socha Krista Spasitele
- Machu Picchu
- Chichén Itzá
- Koloseum
- Tádž Mahal
- Velká pyramida v Gíze (čestný člen)

### Nových sedm divů podle USA Today

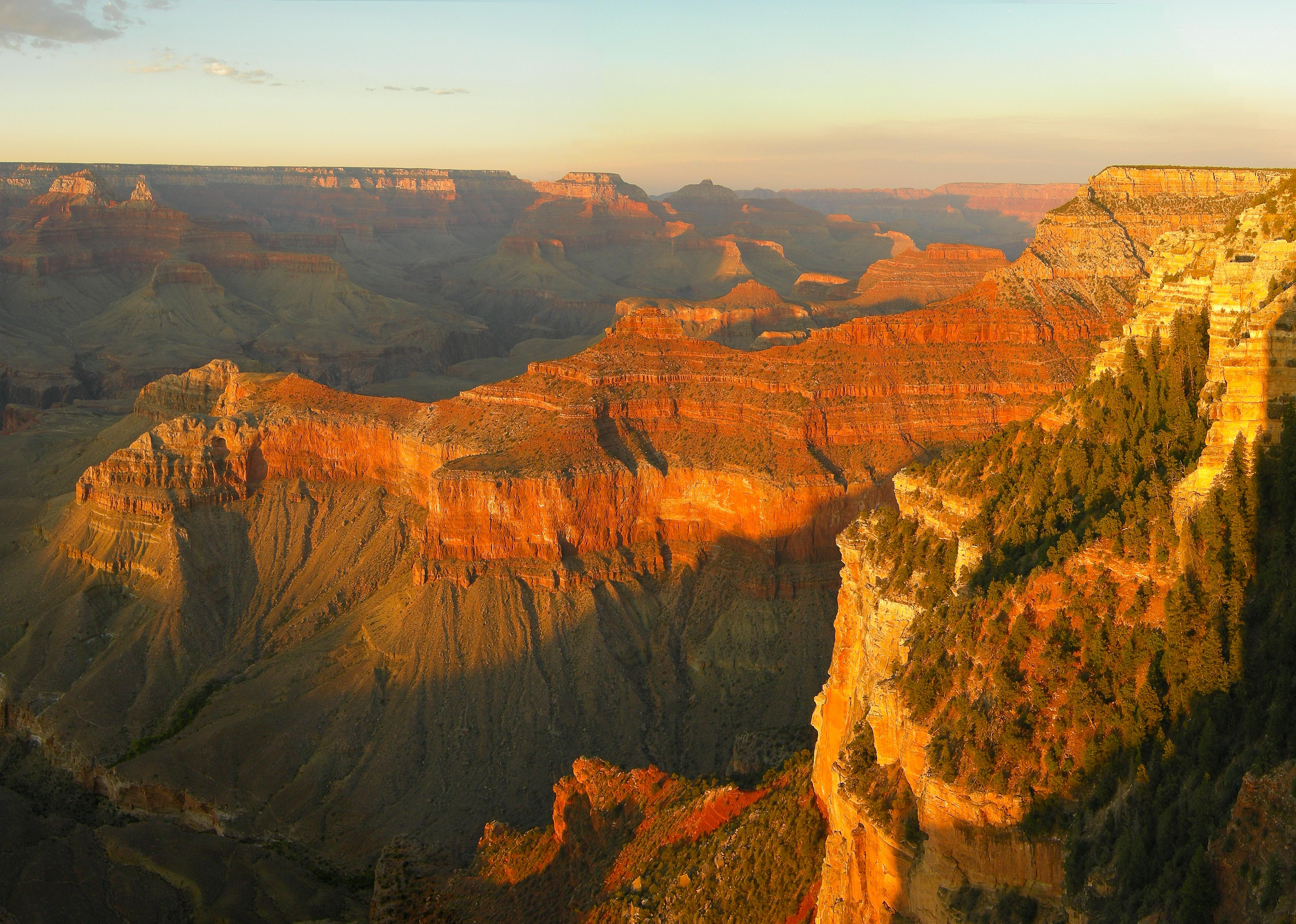
Grand Canyon

V listopadu 2006 vyhlásily americké noviny USA Today ve spolupráci s televizním pořadem Good Morning America sedm nových divů světa, ke kterým diváci na základě hlasování přidali osmý:
- Palác Potála
- Staré Město v Jeruzalémě
- Polární čepičky
- Papahānaumokuākea Marine National Monument
- Internet
- Mayské ruiny
- Velké stěhování zvěře v Serengeti a Masai Mara
- Grand Canyon (vybrán diváky)

### Sedm přírodních divů světa

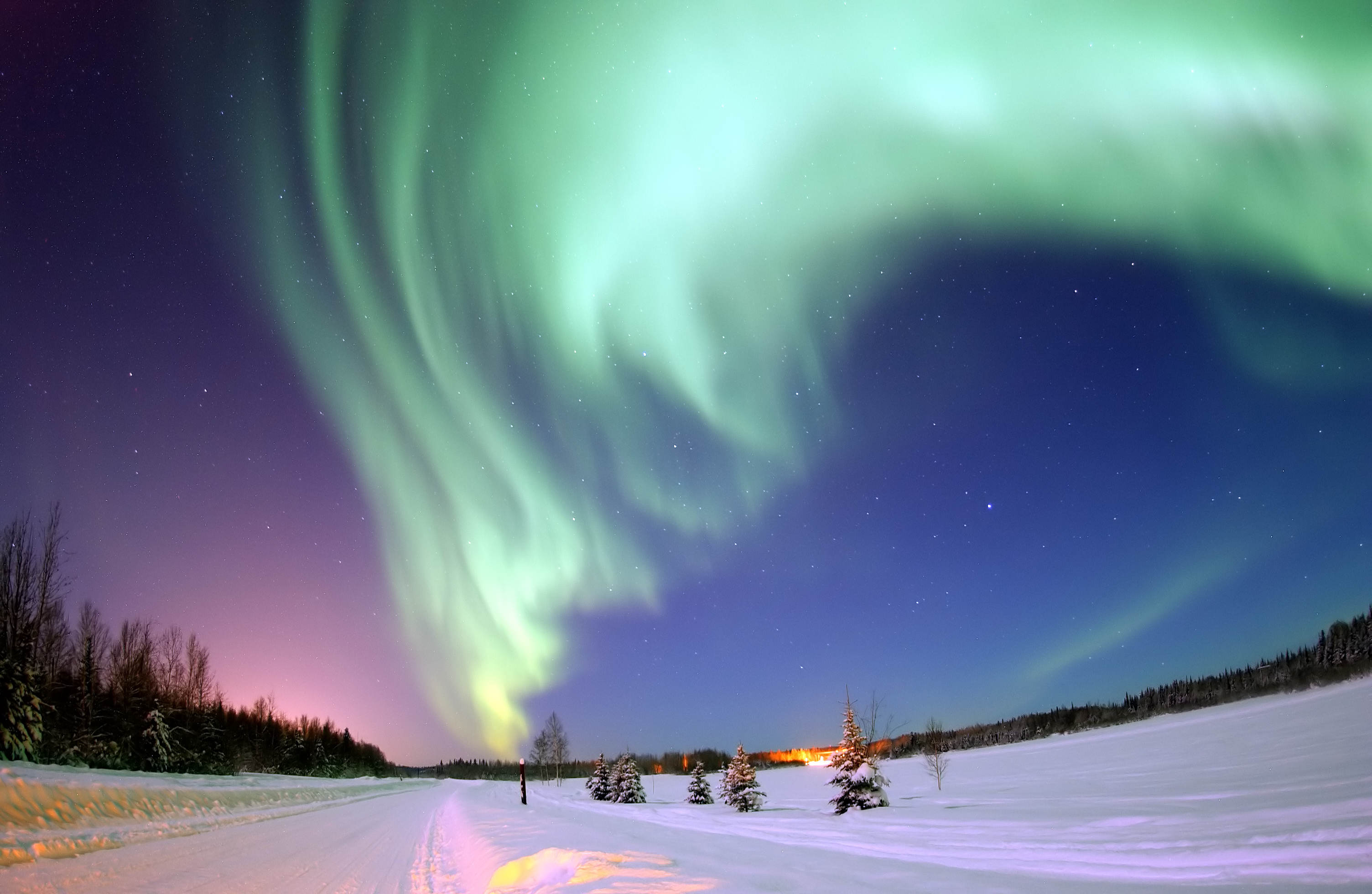
Polární záře

Vznikají též různé seznamy přírodních divů světa. Jeden takový vytvořila stanice CNN:
- Grand Canyon
- Velký bariérový útes
- Přístav v Riu de Janeiru
- Mount Everest
- Polární záře
- Paricutín
- Viktoriiny vodopády

### Nových sedm přírodních divů světa

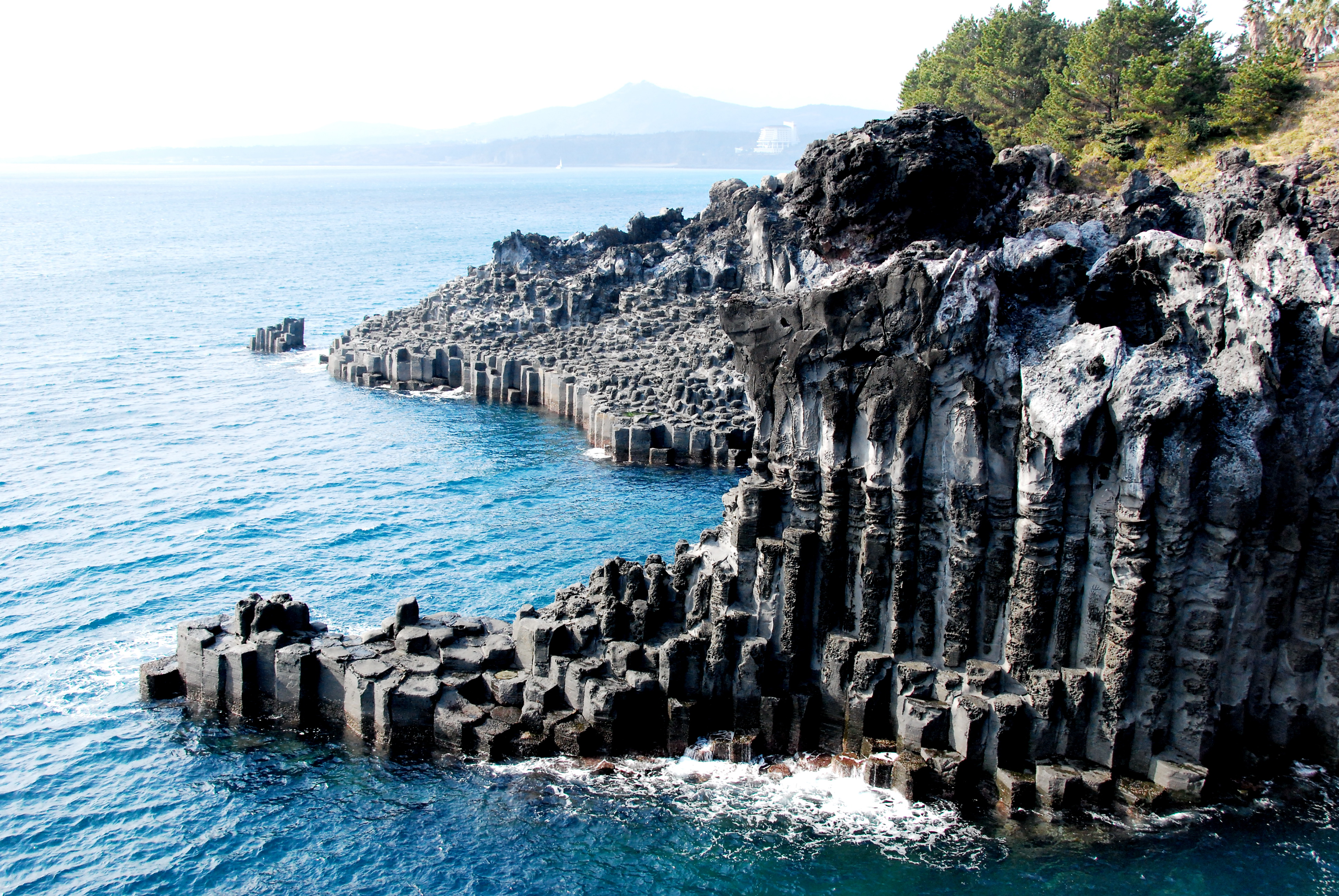
Čedžu

V letech 2007–2011 vznikl na základě hlasování lidí z celého světa seznam nových sedmi přírodních divů (New7Wonders of Nature):
- Amazonský prales a Amazonka
- Čedžu
- Ha Long
- Iguaçu
- Komodo
- Puerto-Princesa Subterranean River National Park
- Stolová hora

### Sedm divů podmořského světa

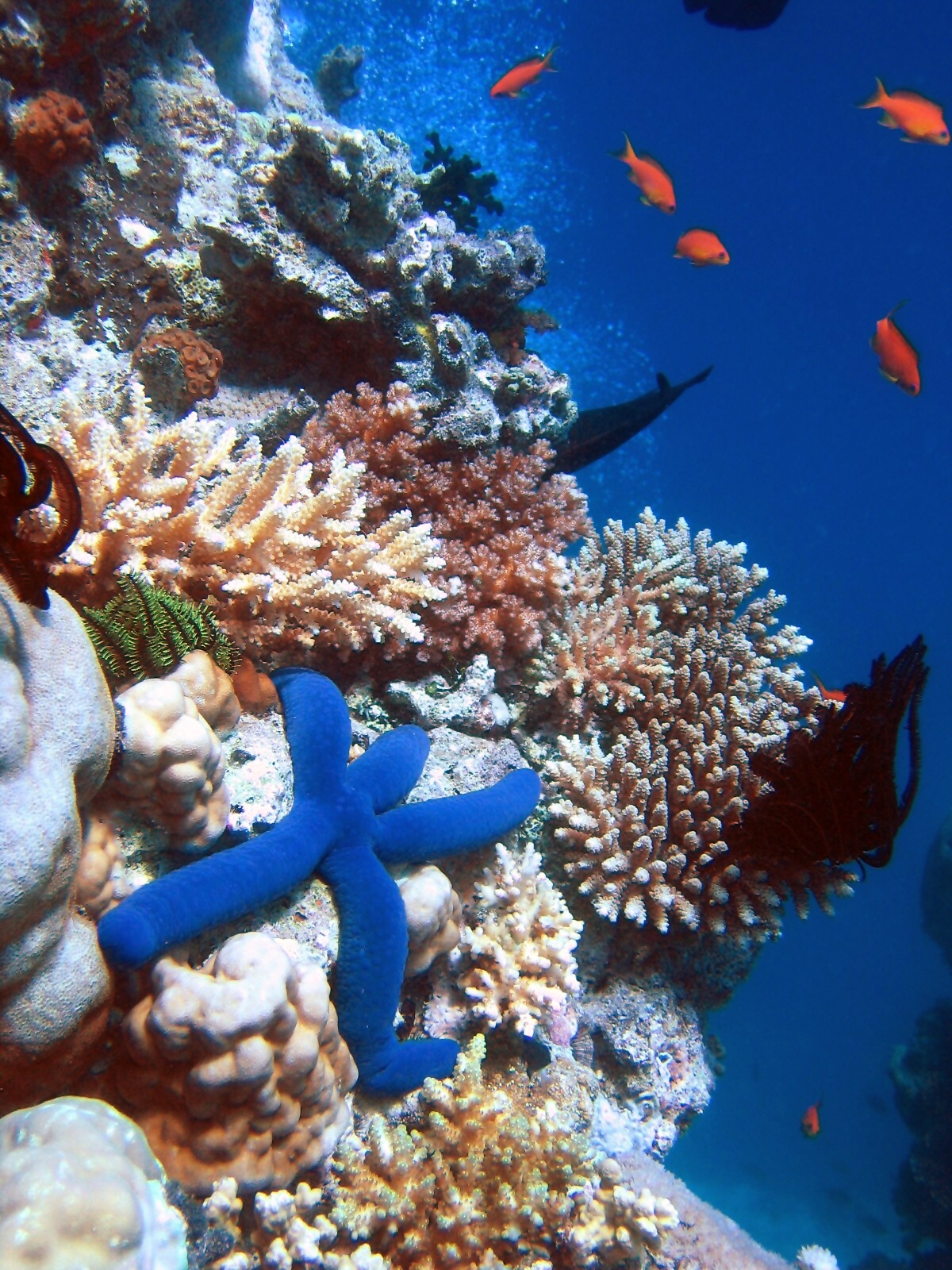
Velký bariérový útes

Sedm divů podmořského světa bylo v roce 1989 vyhlášeno CEDAM International, americkou neziskovou potápěčskou organizací:
- Palau
- Belizský bariérový útes
- Velký bariérový útes
- Hlubokomořské průduchy
- Galapágy
- Bajkal
- Rudé moře

### Sedm divů industriálního světa

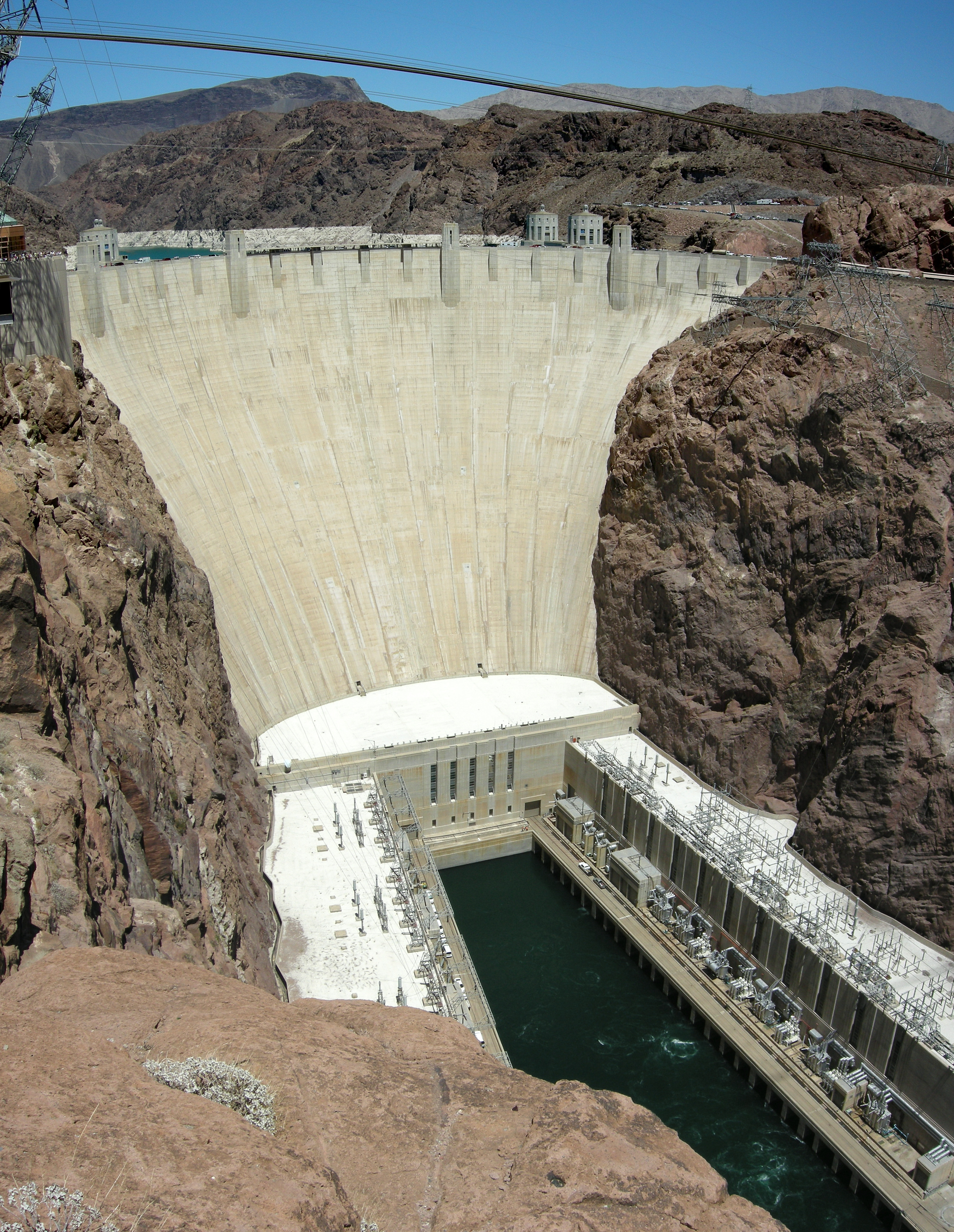
Hooverova přehrada

Sedm divů industriálního světa vybral britský autor Deborah Cadbury do své knihy, podle které natočila BBC sedmidílný televizní dokument.
- Great Eastern
- Maják Bell Rock
- Brooklynský most
- Londýnská kanalizace
- První transkontinentální železnice
- Panamský průplav
- Hooverova přehrada